# طوماش تشرني
طوماش تشرني (بالتشيكية: Tomáš Černý)‏ هو لاعب كرة قدم تشيكي في مركز حراسة المرمى، ولد في 10 أبريل 1985 في أوستي ناد لابم في جمهورية التشيك. شارك مع منتخب التشيك تحت 17 سنة لكرة القدم ومنتخب التشيك تحت 18 سنة لكرة القدم ومنتخب التشيك تحت 19 سنة لكرة القدم ومنتخب جمهورية التشيك تحت 21 سنة لكرة القدم. أما مع النوادي، فقد لعب مع إيرغوتيليس وسسكا صوفيا ونادي بارتيك ثيسل ونادي سيغما أولوموتس ونادي هيبرنيان وهاميلتون أكاديميكال.

## وصلات خارجية
- طوماش تشرني على موقع الاتحاد التشيكي (الإنجليزية)
- طوماش تشرني على موقع قاعدة بيانات كرة القدم.إي يو (الإنجليزية)
- طوماش تشرني على موقع Soccerbase.com (لاعب) (الإنجليزية)
- طوماش تشرني على موقع Soccerway.com (الإنجليزية)